# Батуринська фортеця

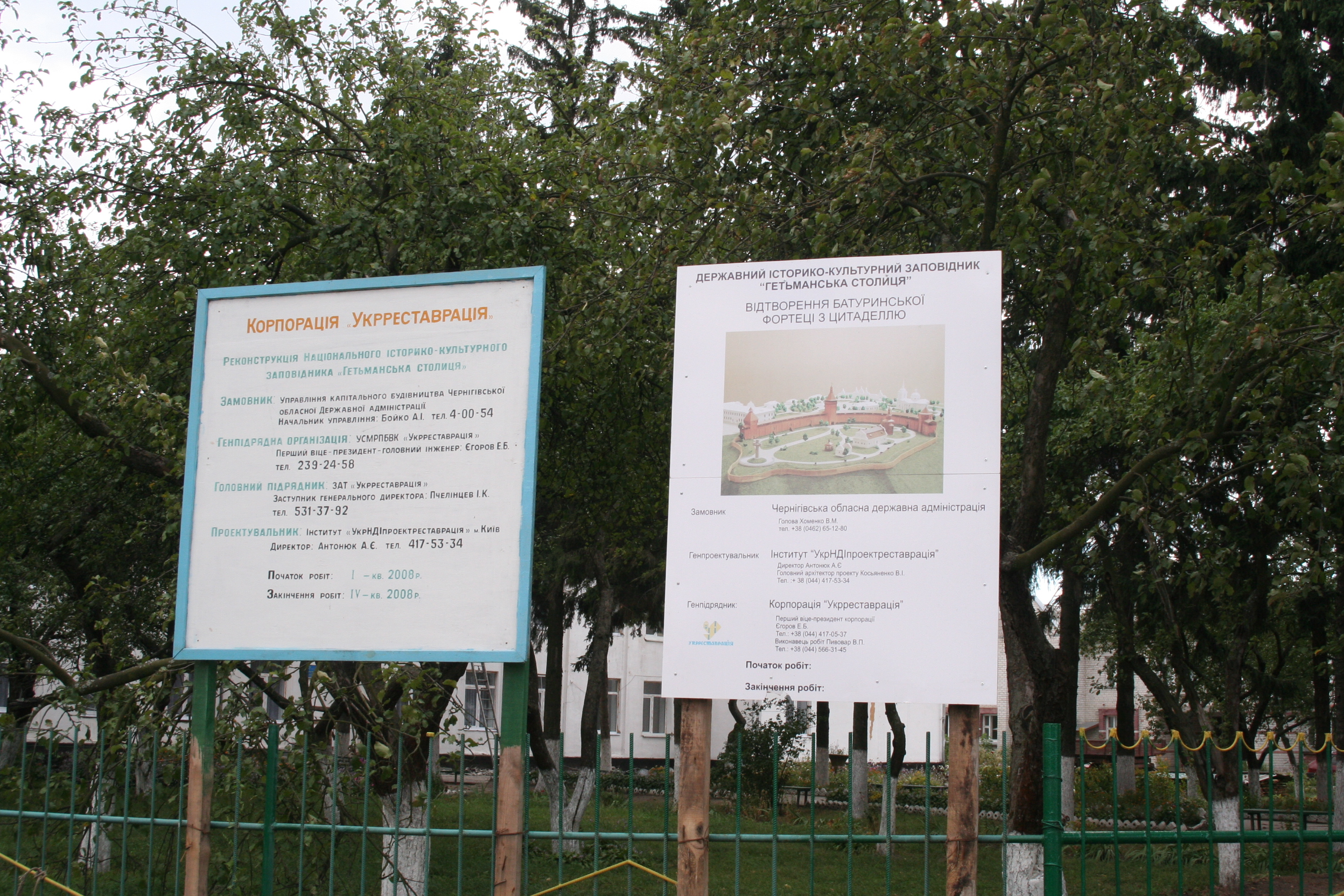
Інформаційні стенди

Бату́ринська форте́ця — комплекс фортифікаційних споруд і оборонних об'єктів міста Батурина, пам'ятка археології. Існувала в XVII — на початку XVIII ст. Заснована 1625 року коронною адміністрацією на лівому високому березі річки Сейм. Зруйнована 2 (13) листопада 1708 р. за наказом московського царя Петра І.

## Періоди історії
Розпорядження про осадження на «городищі Батурин» міста було видане 15 квітня 1625 р. Матею Стахорському, якого вважають його засновником.

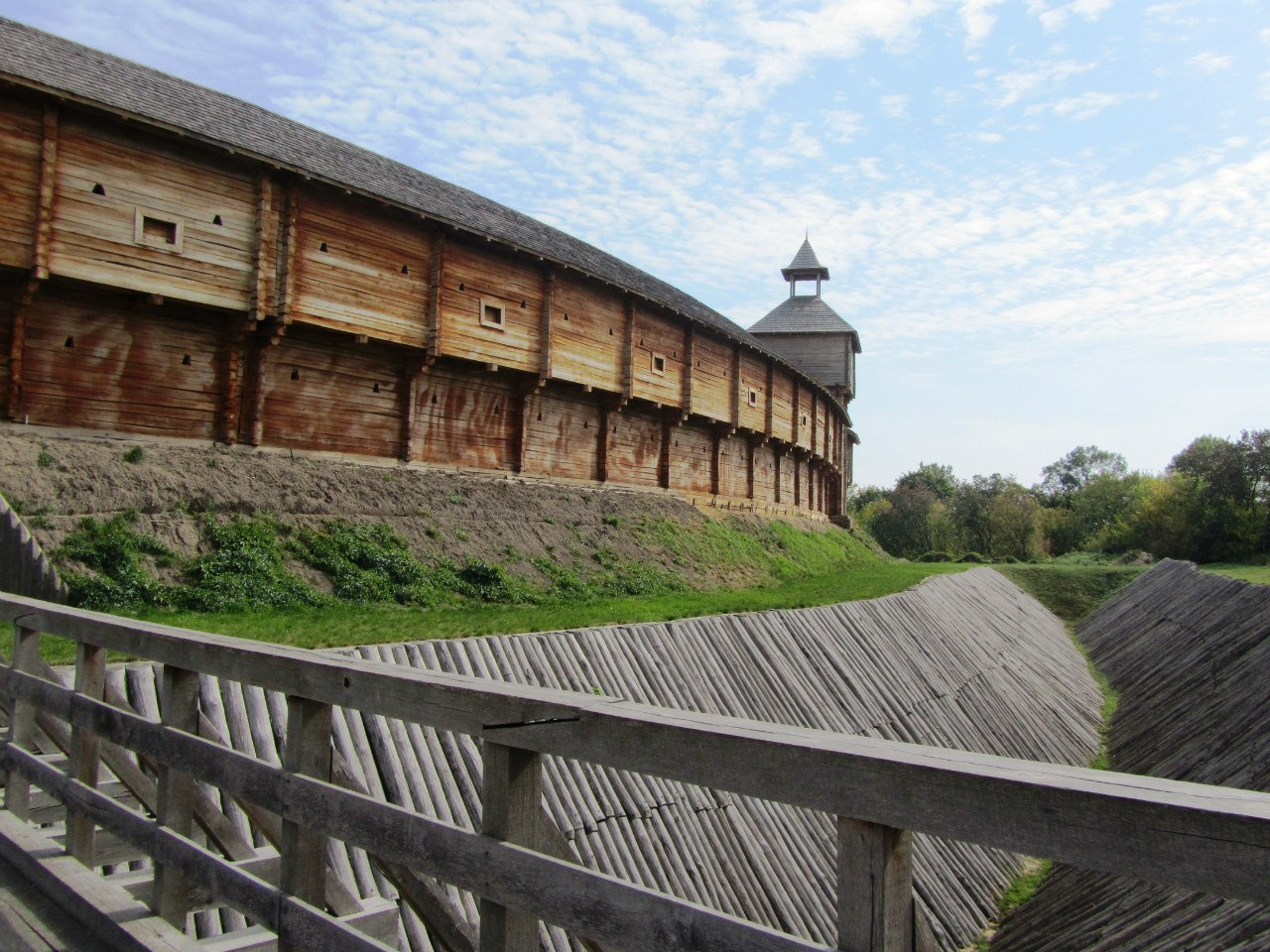
Укріплення Батуринського замку. Реконструкція 2008 р.

Перші укріплення, споруджені на високому мисі лівобережної тераси р. Сейм, були не надто потужними. Під час Смоленської війни у листопаді 1632 р. Батурин здобуло московське військо. Після закінчення війни місто відбудоване людьми Новгород-Сіверського старости Олександра Пісочинського. Тоді ж, у середині 1630-х рр., було споруджено другу лінію фортечних укріплень, які широким півколом охоплювали вигин тераси, а у східній своїй частині примикали до городища, яке і надалі залишалося укріпленим осердям міста. У різних джерелах його названо замком, панським двором, цитаделлю, містом (російською «город», «малый город», «верхний город»). До захищеної укріпленнями забудови навколо Батуринського замку джерела застосовують назви: місто (російською «город»), окольне місто, великий замок, посад, укріплений посад, фортеця.
Батуринська фортеця стала частиною т. зв. «Путивльського рубежу» — східної фортифікаційної лінії Речі Посполитої. Польська присутність у краї продовжувалася до початку літа 1648 р. Тоді Батурин перейшов під контроль Війська Запорозького та став центром однойменної сотні.
З весни 1669 до листопада 1708 р. місто було головною резиденцією українських гетьманів Дем'яна Ігнатовича, Івана Самойловича та Івана Мазепи. У ході Північної війни 2 листопада 1708 р. Батурин взяло штурмом і зруйнувало московське військо під командуванням Олександра Меншикова. Відтоді Батуринська фортеця втрачає військове значення.
У середині XVIII ст. з метою облаштування гетьманської резиденції Батурин впорядковував гетьман К. Розумовський, але відновлювати фортифікації він не став.

## Фортифікація
Первісним укріпленим осередком у Батурині був високий мис лівобережної тераси річки Сейм, колишнє давньоруське городище (далі — Цитадель).
Цей мис — ландшафтна домінанта, зона найвищої композиційної активності. З півдня його обмежує глибокий яр з урвистими схилами (місцева назва — Семенків яр); з півночі і північного заходу мис обрізається іншим яром (Степанівським), що теж виходить до річки. Тому укріплення потребував тільки напрям з напільного південно-західного боку. Укріплення Цитаделі складалися з двох (внутрішнього та зовнішнього) сухих ровів, земляного валу, гостроколу і чотирьох дерев'яних башт — однієї проїзної і трьох «глухих».

У 2004 р. на південно-східній стрілці цитадельного мису встановлено Пам'ятник жертвам Батуринської трагедії 1708 р., а в 2008 р. на його території за археологічними дослідженнями та архітектурними аналогіями збудовано архітектурно-меморіальний комплекс Цитадель Батуринської фортеці. 

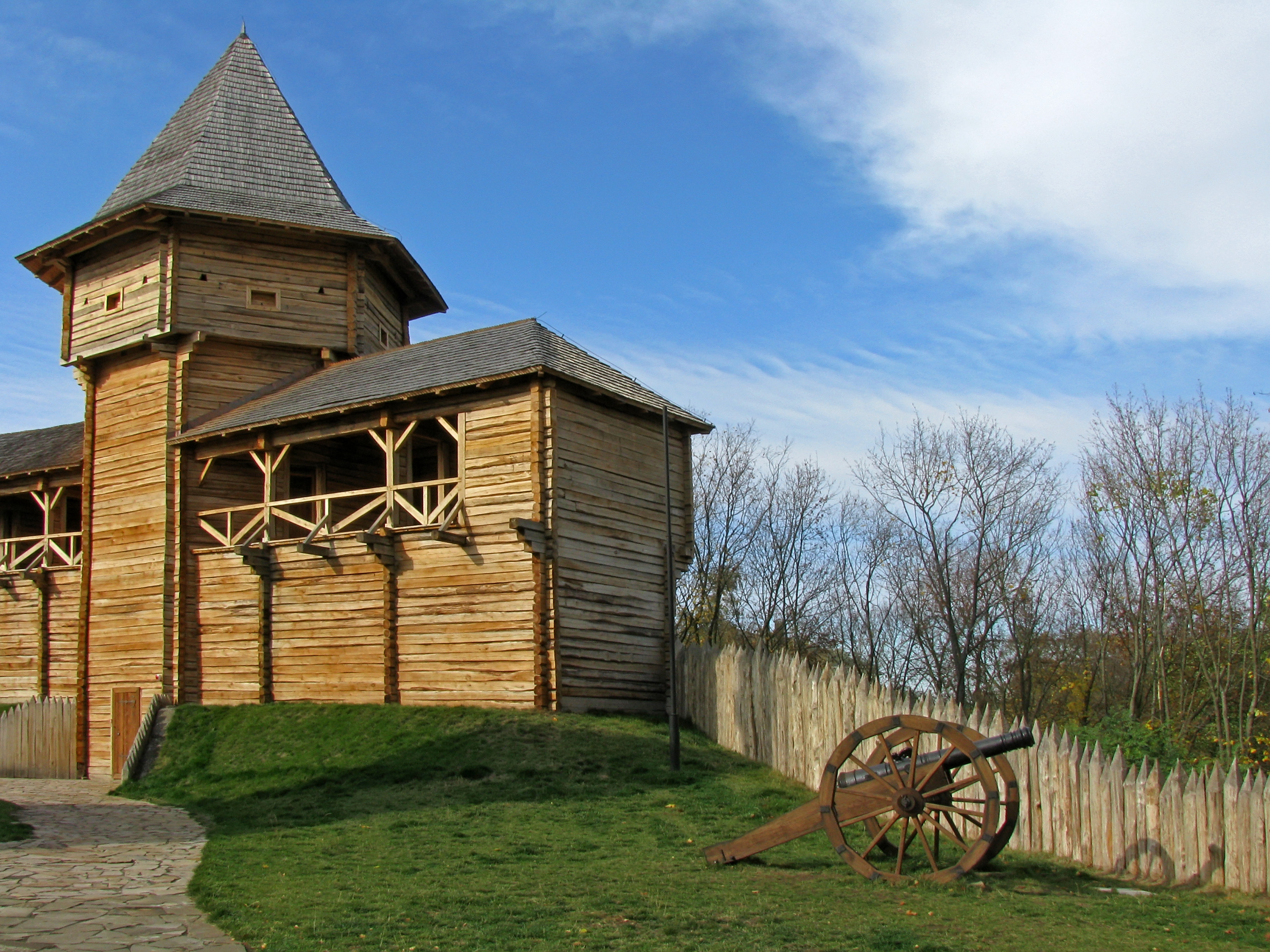
Північна вежа. Реконструкція 2008 р.

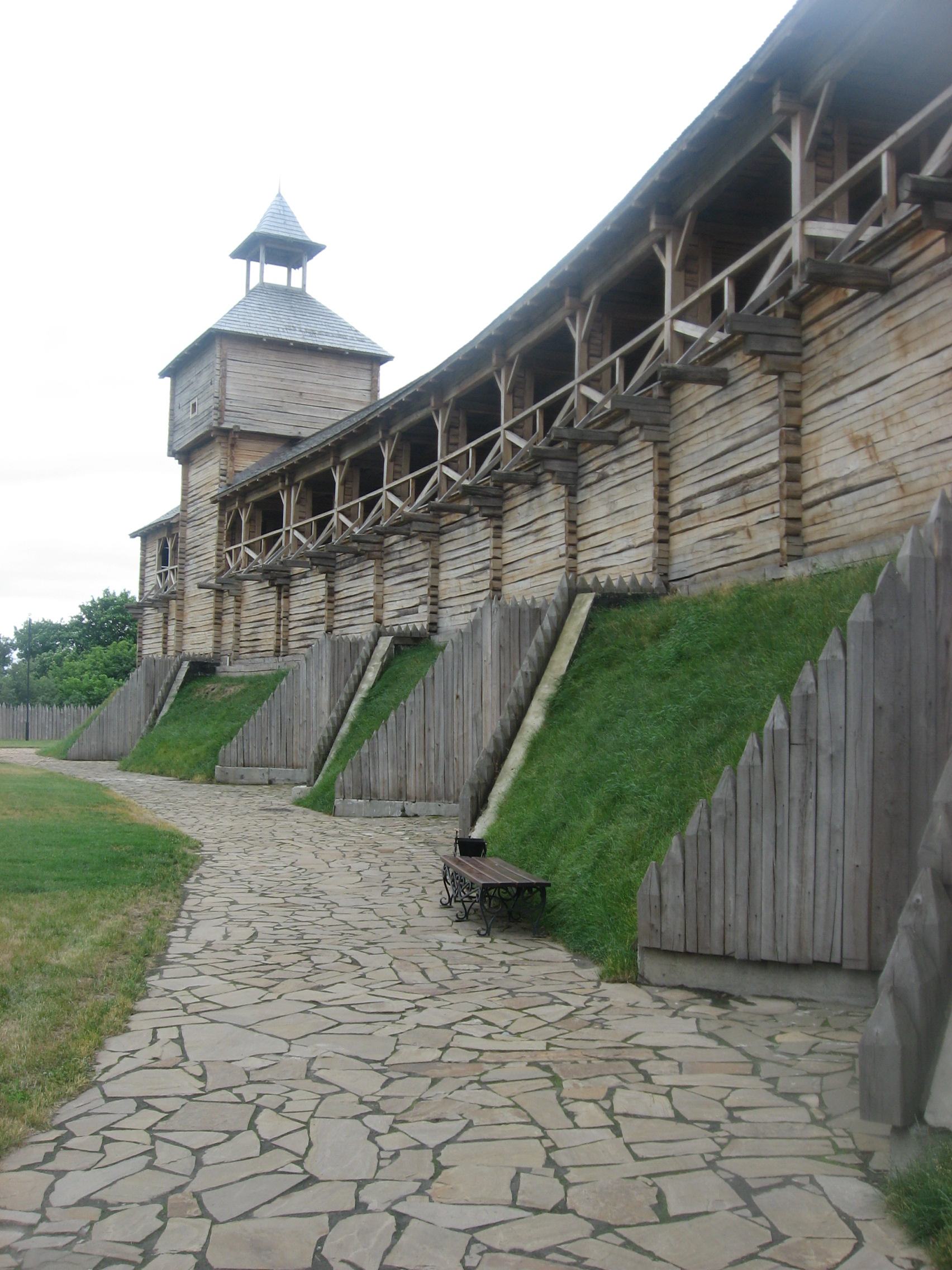
Південна вежа. Реконструкція 2008 р.

Загальний вигляд другої лінії укріплень Батурина — Фортеці — у плані дещо подібний до овалу, витягнутого по осі південний схід — північний захід. Башти були розташовані з західного і південного випуклого профілю Фортеці через приблизно однакові відрізки відстані; до східного краю примикала Цитадель. У східній частині укріплення Фортеці і Цитаделі становили єдину систему. Розміри Фортеці по лінії південний схід — північний захід — 600 м; по лінії південний захід — північний схід — 450 м. Площа Фортеці з Цитаделлю та укріпленнями складала 24,5 га. При цьому самі укріплення займали площу 45522,5 м².
До наших днів зберігся опис Батурина 1654 р.: 
| … г. Батурин стоит подле реки Семи. Под городом течет в реку Сем озеро Поповка. Около посаду, с трех сторон, к озеру сделан город, земляной вал; по обе стороны того валу огорожено дубовым бревеньем. В том земляном городе сделаны три вороты проезжие; на двух воротах башни покрыты тесом, на третьих воротах башни нет; глухих наугольных шесть башен; башни без верхов. Около того ж земляного города, с трех сторон, к горе сделан ров, а с четвертой стороны по горе от того земляного города, вверх к озеру, огорожено стоячим острогом; башен по той острожной стене нет. Межи той острожной стены, к воде, ритвиною, сделаны ворота. Да в том же городе, по башнях и по стене, 9 пищалей, чугунные, железные. Да в том же городе, поставлена церковь деревянная во имя святителя Николы Чудотворца… Да в том же городе Батурине под озером, на горе сделан панский двор; около того двора сделана изо рву осыпь земляная, на тоя осыпи огорожено стоячим острогом дубовым бревеньем облым; меж того острогу сделаны ворота проезжие, на воротах башня, да три башни глухие, покрыты тесом; около того двора, подле острожные стены, с трех сторон сделан ров, а тот острог перегорожен надвое стоячим острогом, и сделаны два рва подле тех стен.[5] |
Фортеця мала «глухі» оборонні башти та три в'їзні башти з брамами: Київську (Ніжинську), Сосницьку та Конотопську (Митченську), які отримали назви від напрямків шляхів, куди вони вели.
Сучасна топографія зберегла рештки укріплень Фортеці: вал та рів добре проглядаються в рельєфі центру Батурина. По трасі еспланади Батуринської фортеці проходять вулиці Кооперативна та Самойловича.

## Гетьманська резиденція
Вигідне розташування міста, збудовані у ньому міцні фортечні укріплення вирішили його подальшу долю. В 1669 році на Глухівській раді гетьманом Лівобережної України обирають Дем'яна Ігнатовича (Многогрішного). Обирається нова гетьманська резиденція — Батурин. Через рік цей вибір був підтверджений указом московського царя Олексія Михайловича. «Гетьман Многогрішний обрав собі життя у Батурині, а за ним гетьмани живуть там» — сказано в Чернігівському літописі.
Гетьман Дем'ян Ігнатович мешкав в Батуринському замку (на Цитаделі), звідки й був викрадений в ніч з 12 на 13 березня 1672 р. змовниками з числа генеральних старшин та відправлений до Москви.
Його наступник — Іван Самойлович — мав у місті два будинки: один на Цитаделі, а інший — на території Фортеці.
Його статки у 1687 р. отримав новий гетьман, Іван Мазепа. Наприкінці XVII ст. на південній околиці Батурина він спорудив собі нову резиденцію.

## Знищення
13 (2) листопада 1708 р. Батурин було знищено разом з жителями московським військом на чолі з О. Меншиковим: «Великий государь… град его стольный разори до основания и вся люди посече» (Новгородський літопис), «Люди в нем бывшие вырублены, церкви разорены ... дома разграблены и сожжены» (Рукописний збірник XVIII ст.).
Олександр Меншиков вивіз з міста артилерію, архів і військові трофеї.
Про наслідки меншиківського погрому красномовно свідчить опис Батурина початку 1726 р. Хоча пройшло 17 років після розорення, центральна частина міста, Фортеця, ще лежала в руїнах: «Ныне, по разорению, город Батурин весь пуст и около его болварки (бастіони) и стены все развалились и весь зарос, и в обоих замках никакого строения старого и нового нет, только две церкви каменные пустые Живоначальной Троицы да Николая Чудотворца не достроено вполовину и в них никакого церковного убору, дверей и окон нет и в местах своды обвалились…».
Минає ще 25 років, а Батуринська фортеця перебуває все в тому ж стані руїни. В описі Батуринської волості за 1750 рік сказано: «Город Батурин над рекой Сеймом, вал земляной весь обвалился, пуст и жилого строения никакого не имеет, в нем давнего каменного строения две церкви, все поразваливалось».